# St. Stephanus (Faha)

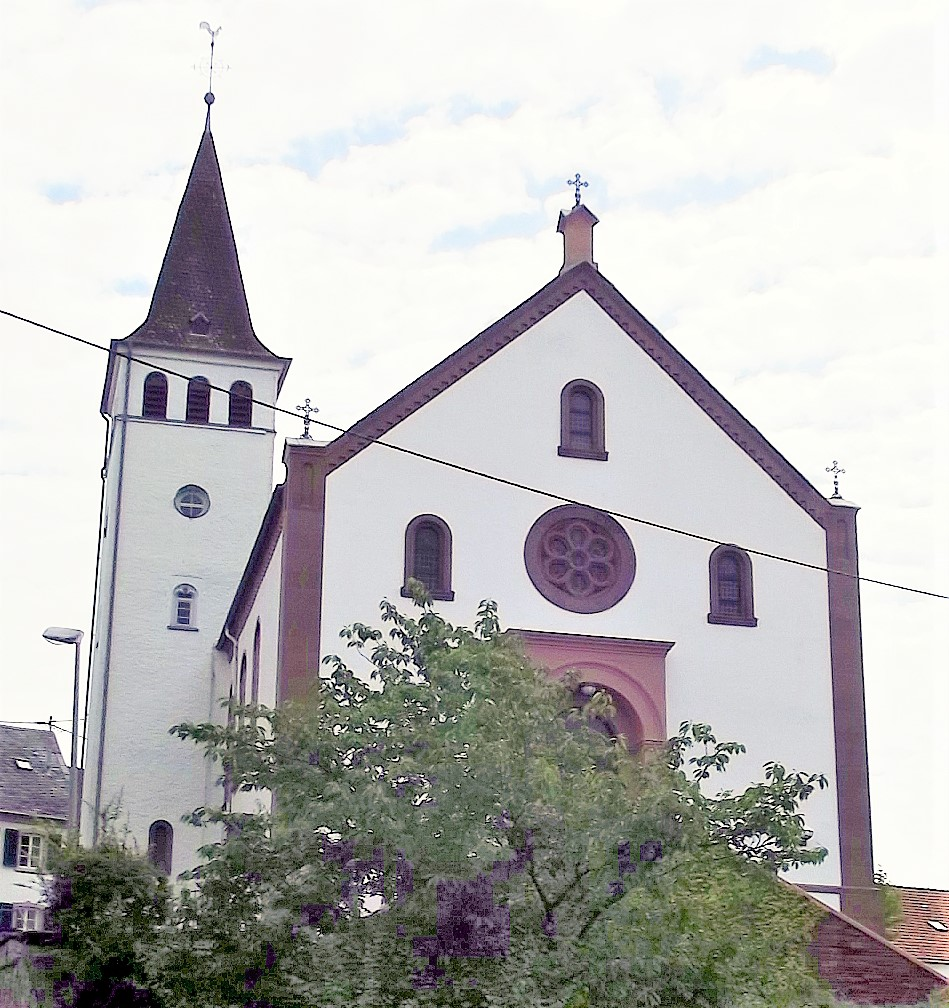
Die katholische Pfarrkirche St. Stephanus in Faha

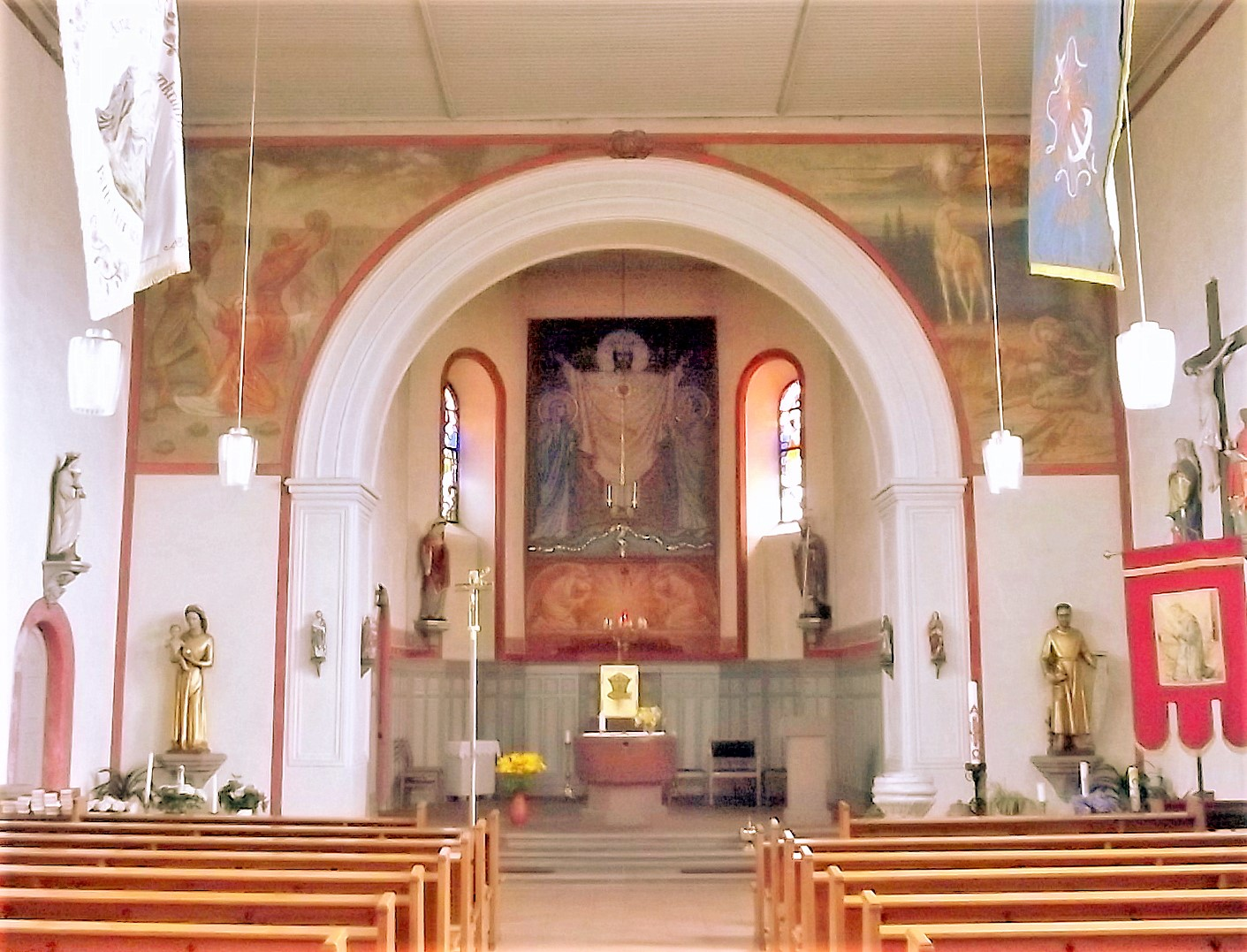
Blick ins Innere der Kirche

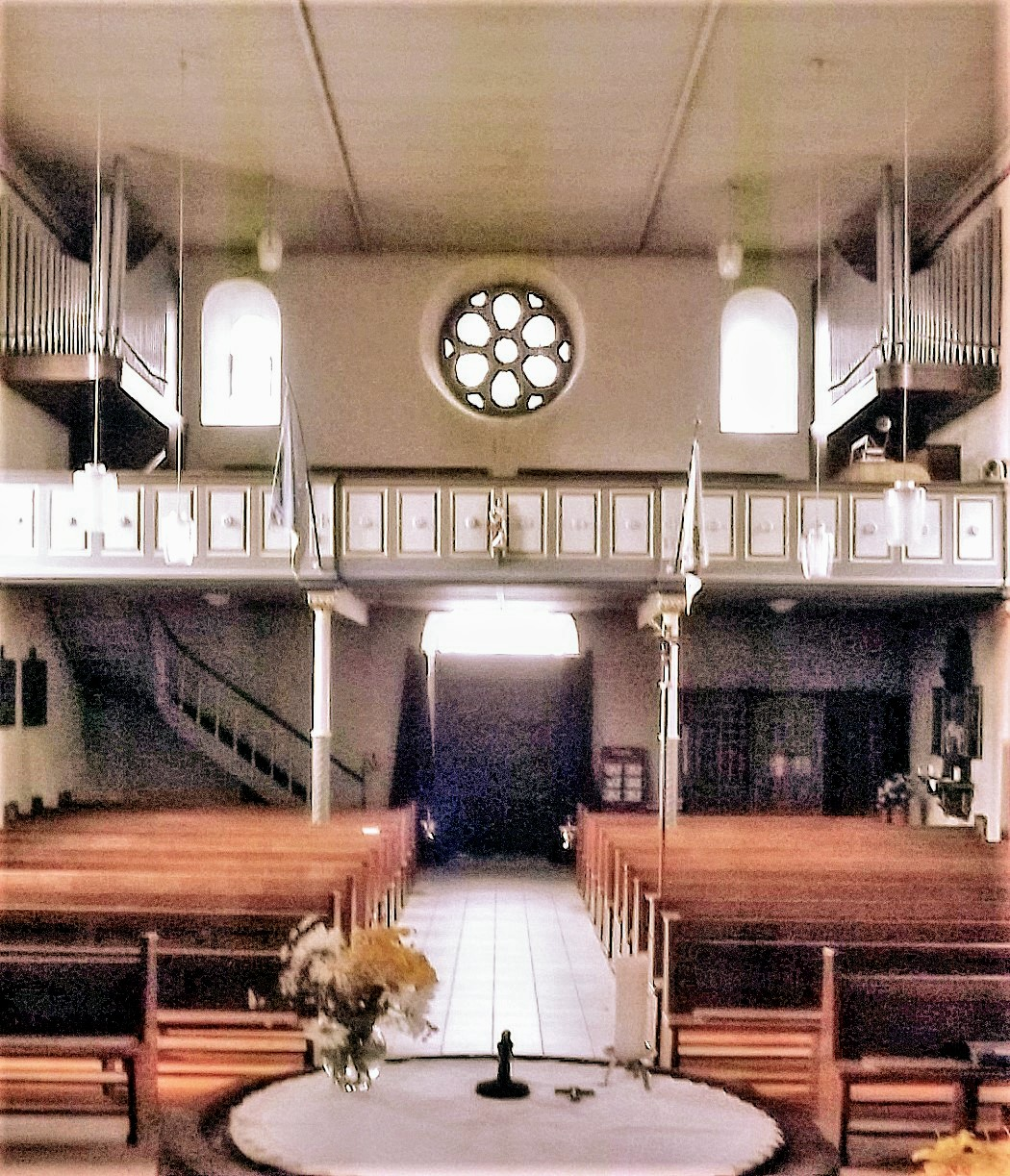
Blick zur Orgelempore

Die Kirche St. Stephanus und St. Hubertus ist eine römisch-katholische Pfarrkirche in Faha, einem Ortsteil der Gemeinde Mettlach, Landkreis Merzig-Wadern, Saarland. Die Kirche trägt das Patrozinium des heiligen Stephanus und des heiligen Hubertus als Nebenpatron. In der Denkmalliste des Saarlandes ist der Sakralbau als Einzeldenkmal aufgeführt.

## Geschichte
Der älteste Teil der Kirche ist der Turm aus dem Jahr 1548. Das Kirchenschiff wurde in den Jahren 1850 bis 1852 errichtet. Im Jahr 1935 erfuhr der Turm eine Erweiterung.

## Kirchengebäude
Das Kirchengebäude, ein einschiffiger Saalbau, gliedert sich in das Langhaus und einen fünfseitigen polygonalen Chor im Osten. An die Nordostecke des Langhauses ist seitlich leicht eingerückt der Kirchturm mit Spitzhelm angebaut. Die Kirche wird im Westen durch ein rundbogiges Portal betreten, das über eine doppelläufige Freitreppe erreicht wird. Über dem Eingangsportal in der Westfassade befindet sich eine Fensterrose, die von zwei kleinen Rundbogenfenstern flankiert wird. Ein weiteres dieser Rundbogenfenster ist über der Fensterrose platziert. In den Seitenwänden des Langhauses befinden sich jeweils drei größere Rundbogenfenster. Auch der Chorraum verfügt über zwei Rundbogenfenster.

## Ausstattung
Im Inneren der Kirche hat Kirchenmaler Alfred Gottwald (Bonn) im Jahr 1937 Malereien auf der Wand zum Chorraum angebracht. Sie zeigen Szenen aus dem Leben der Kirchenpatrone St. Stephanus und St. Hubertus. Auf der linken Seite ist die Steinigung des heiligen Stephanus zu sehen, auf der rechten Seite eine Hubertus-Szene. Ebenfalls von Gottwald stammt das Christkönig-Mosaik im Chorraum über dem Altar und der auf Holztafeln in Öl gemalte Kreuzweg.
Die Fenster, mit Ausnahme der beiden Chorfenster, stammen von Peter Gitzinger (München).

## Orgel
Die Orgel der Kirche wurde etwa in den 1950er Jahren von der Firma Ernst Seifert (Bergisch Gladbach) errichtet. Das Kegelladen-Instrument ist auf einer Empore aufgestellt und verfügt über 13 (17) Register, verteilt auf zwei Manuale und Pedal. Die Spiel- und Registertraktur ist elektropneumatisch. Die Disposition lautet wie folgt:
| I Hauptwerk C–g3 |           |    |
| 1.               | Prinzipal | 8′ |
| 2.               | Gedackt   | 8′ |
| 3.               | Oktave    | 4′ |
| 4.               | Schwiegel | 2′ |
| 5.               | Mixtur IV |    |

| II Oberwerk C–g3 |            |       |
| 6.               | Rohrflöte  | 8′    |
| 7.               | Salizional | 8′    |
| 8.               | Nachthorn  | 4′    |
| 9.               | Prinzipal  | 2′    |
| 10.              | Nasat      | 1 ⁄3′ |
| 11.              | Krummhorn  | 8′    |

| Pedal C–f1 |             |                        |
| 12.        | Subbass     | 16′                    |
| 13.        | Oktavbass   | 8′                     |
|            | Gedacktbass | 8′ (Ext. Subbass 16′)  |
|            | Choralbass  | 4′ (Ext. Oktavbass 8′) |
|            | Bassflöte   | 4′ (Ext. Subbass 16′)  |
|            | Krummhorn   | 8′ (Transm. II)        |

- Koppeln:
  - Normalkoppeln: II/I, I/P, II/P
  - Suboktavkoppeln: II/I
- Spielhilfen: 1 freie Kombination, Tutti, Zungen Ab, Crescendotritt